# Susy (пісня)
Susy — пісня гурту «Океан Ельзи» із альбому «Суперсиметрія» (2003).
Назва пісні походить від SuperSymmetry (назва альбому і водночас тема кандидатської дисертації «Суперсиметрія електронів у магнітному полі», для роботи над якою постійно бракувало часу Святославу Вакарчуку — вокалісту гурту. Праця над роботою йшла вже багато років, але через постійну зайнятість завершити її вдалося лише 2009-го). Музика та слова — Святослава Вакарчука. Одна з небагатьох пісень «Океану Ельзи», у якій з'явилися спочатку слова (у вигляді вірша), а тільки потім — музика. За словами Вакарчука ніякої дівчини на ім'я Susy він не знав, в пісні йдеться про той час, коли він вагався у виборі — чи буде це фізика або музика на все життя.